# Лень Олексій Юрійович
Олексі́й Ю́рійович Лень (нар. 16 червня 1993, Антрацит, Луганська область), більш відомий в США як А́лекс Лень (англ. Alex Len)  — український професійний баскетболіст, центровий команди НБА Лос-Анджелес Лейкерс.

## Ранні роки

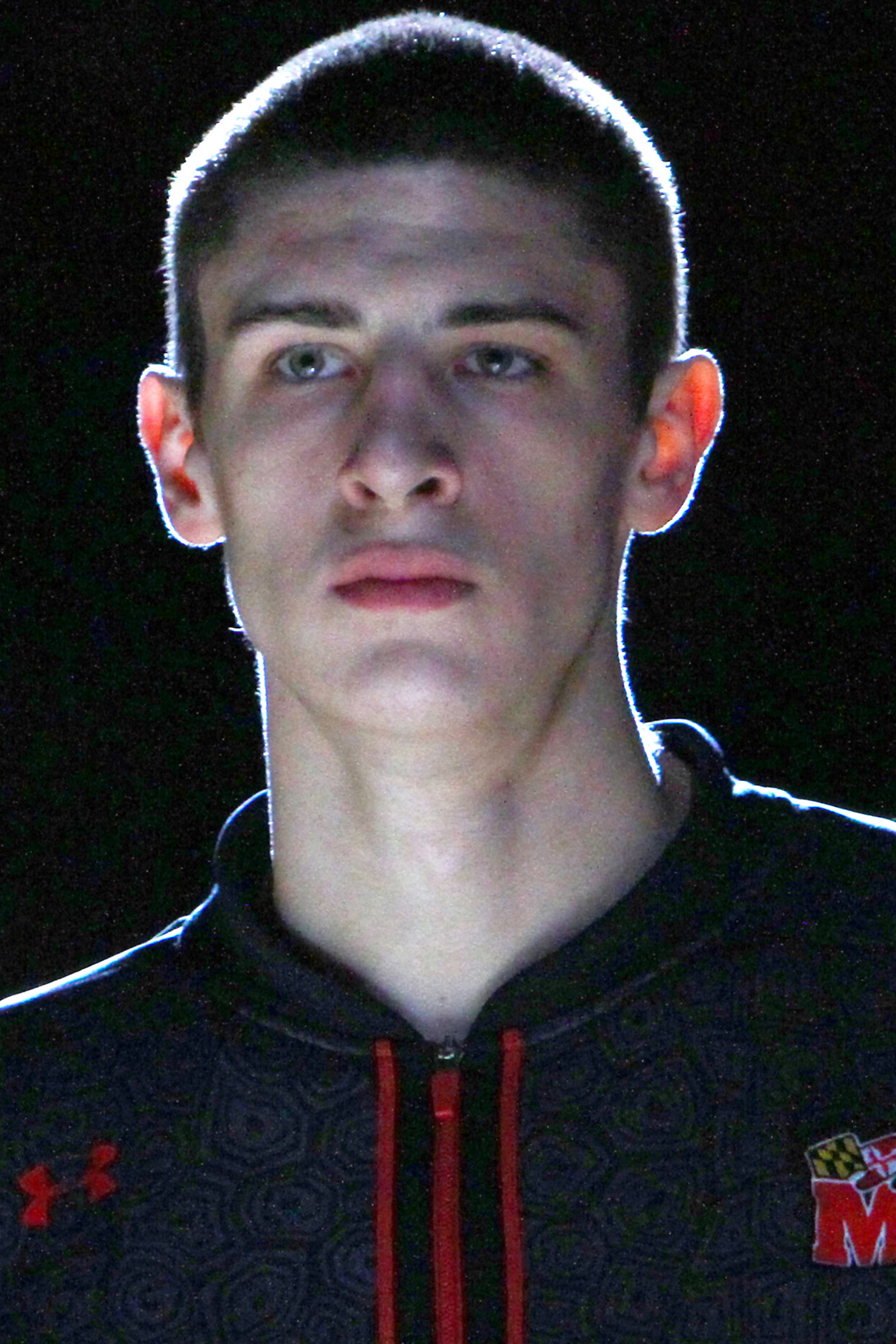
Лень у 2020 році

Дід Олексій Олександрович Мукомел — кавалер орденів «Шахтарська слава», кавалер ордена «Трудового червоного прапора», Лауреат державної премії СРСР. Мама Олексія — Юлія народилась і виросла в місті Антрацит, працювала у шахтах.
Заняття спортом Олексій починав зі спортивної гімнастики. Був у групі титулованого тренера Олексія Вікторовича Степаненка, що виховував чемпіонів СРСР, Європи, та, зокрема, підготував Олімпійського срібного призера Ігора Коробчинського. Також Олексій три роки відвідував шахову групу, їздив на змагання; він зберіг прихильність до цієї гри і в дорослому віці.
Вперше батьки дізнались про те, що у Олексія є баскетбольний талант, від тренера Михайла Миколайовича Лисоволенка, що наполіг на переїзді Олексія до Дніпропетровського спортивного училища. Другим тренером з баскетболу був Мунтян Олександр Юрійович.
В 13 років Олексій потрапив до вищого училища фізичної культури і переїхав до Луганська. Проте, після чемпіонату України-2006 хлопця запросили в Дніпропетровське вище училище фізичної культури і СДЮШОР-5 (тренер — Олександр Мунтян).

### Всеукраїнська Юнацька Баскетбольна Ліга
Дебютував у Всеукраїнській юнацькій баскетбольній лізі — ДВУФК-93 (Дніпропетровськ). Олексій Лень — найкращий центровий Всеукраїнської Юнацької Баскетбольної Ліги 6-го сезону (2007-2008) в групі юнаки 1993 р.н..
Олексій Лень також — найрезультативніший гравець чоловічої кадетської збірної України (U16) на Чемпіонаті Європи (6-16 серпня 2009 року, м. Каунас, Литва) — 20 очок, 8 підбирань і 2 передачі.
2009 рік — за підсумками Суперфіналу Європейської юнацької баскетбольної ліги Олексій Лень визнаний найкориснішим гравцем.

### БК «Дніпро»
Виступав за баскетбольний клуб «Дніпро» (Дніпропетровськ) центровим дублюючого складу.
Олексій Лень — найрезультативніший у складі юніорської чоловічої збірної України на Чемпіонаті Європи у Литві в 2010 році — 26 очок, 18 підбирань, 3 блок-шоти.
У жовтні 2010 року Олексій Лень був запрошений НБА та ФІБА в баскетбольний табір «Баскетбол без кордонів» у Барселоні, але у зв'язку зі щільним графіком підготовки до нового сезону у складі клубу «Дніпро», а також участю в Чемпіонаті Європи серед юніорів у складі збірної України, Олексій не зміг взяти участь у цьому таборі. Олексій Лень став єдиним українцем, удостоєним запрошення в табір «Баскетбол без кордонів».
Станом на жовтень 2010 відсоток реалізації штрафних кидків становить 70%.
У 2011 році, в фіналі Чемпіонату дублерів Олексій приніс переможцю, БК «Дніпро», 6 очок поспіль; він визнаний найкращим центровим Чемпіонату.
Поїхав з України зі скандалом — «Дніпро», за який він виступав, був проти виїзду, оскільки мав контракт з баскетболістом.
Був викликаний, мав брати участь у студентській збірній Універсіади-2011.
2011-09-21 — Федерація баскетболу України отримала офіційного листа від ФІБА Європи, згідно якого Олексію Леню та 3 іншим гравцям оголошувалась дискваліфікація на наступний ігровий сезон відповідно до пункту 1 статті 101 регламенту ФІБА через неявку до лав національної збірної України у визначені ФБУ строки з метою участі у чемпіонаті Європи 2011 року.
За оцінкою видання «Дзеркало Тижня», Олексій Лень в Дніпропетровську так і не отримав нормального шансу заграти за дорослу команду, навіть вже будучи зіркою українського баскетболу.

## Кар'єра в студентській лізі
Олексій Лень від'їхав у Сполучені Штати влітку 2011 року, приєднавшись до команди університету Меріленду під керівництвом тренера Гарі Вільямса. Але сам Вільямс подав у відставку після сезону 2010-11, поступившись своїм місцем Марку Тержену. Якщо Вільямс почав вербувати Олексія до своєї команди, то Тержен довів справу до кінця, вмовивши українця переїхати до Меріленду. У свій перший сезон Лень в середньому за гру набирав лише 6 очок, робив 5,4 підбирань і ставив 2,1 блоку, але продемонстрував потенціал бути обраним на лотереї Драфт.
Свій наступний рік Лень відкрив 9 листопада 2012 року матчем проти діючих чемпіонів «Кентакі Уайлдкетс», на чолі з їхнім лідером Нерленсом Ноелем. Матч проходив на новенькому Барклайс-центр в Брукліні. Олексій перегравав Ноеля протягом всього матчу, набравши 23 очки з 12 підбираннями і 4 блоками, дозволивши опоненту набрати лише 4 очки, 9 підбирань та 3 блоки. Проте команда недостатньо підтримала Леня, програвши гру 69-72. Після цієї гри почались розмови, що Лень може бути задрафтований під загальним 5 номером. 16 лютого 2013 року Олексій знову грав основну роль у грі своєї команди, допомігши їй обіграти Дюк Блу Девілз 83-81. Українець набрав 19 очок, 9 підбирань та 3 блоки, тоді як головна зірка Дюка Мейсон Пламлі задовольнився лише 4 очками. Той сезон Лень провів на високому рівні, набираючи в середньому 11,9 очок за гру.
За спогадами мами Олексія, в Україні до навчання Лень ставився вибірково, а в університеті США участь в однойменній спортивній команді неможлива у відриві від навчання — тому Олексій був вимушений здобути смак до освіти.
У квітні-травні 2013 року Олексій отримав травму в кінці університетського сезону і переніс операцію на лівій кістці, внаслідок чого пропустить від 4 до 6 місяців.
За останній сезон в «Меріленді» українець набирав в середньому за гру 11,9 очка, 7,8 підбирань і 2,1 блок-шота і був обраний в найкращу оборонну п'ятірку конференції АСС.
Перебуваючи в її складі, у 2012 посів друге місце в рейтингу найкращих молодих гравців Європи.

## Професійна кар'єра

### Драфт НБА 2013
За результатами опитування генеральних менеджерів команд НБА Олексій увійшов в список запрошених до "зеленої кімнати" драфту НБА куди запрошують найперспективніших учасників, щоб після оголошення своїх імен з'явитися на сцені для рукостискання з комісіонером ліги Девідом Стерном.
Олексій був одним з головних претендентів на перемогу у щорічному відборі нових гравців Національної баскетбольної асоціації США і претендував на участь у клубі «Клівленд Кавальєрс».
В результаті Лень був обраний «Фінікс Санз» під п’ятим номером на драфті, який відбувся у Нью-Йорку в ніч з 27 на 28 червня.
Такий високий номер представник України отримав вперше в історії — раніше рекорд належав Віталію Потапенку, якого «Клівленд Кавальерз» обрав під 12-м "піком" у 1996-му.
Відразу після оголошення вибору «Фінікса» Олексій дав короткий коментар, під час якого, крім стандартних для таких моментів фраз, продемонстрував підкладку свого піджака — вона була синього і жовтого кольору:
|  | Пишаюся тим, що я - українець. Спасибі моєму кравцеві за цей костюм! |

### «Фінікс Санз»
2013-07-05 — Олексію успішно провели другу операцію на правій кістці. Другий перелом був виявлений випадково, під час обстеження новачка командою «Фінікс Санз», до цього больових симптомів Олексій не відчував. 
Через травми гомілкостопу Лень не зміг взяти участь Літній лізі НБА 2013 року. Обираючи собі номер у новій команді, зупинився на цифрі 21 — ігровому номері його улюблених гравців Кевіна Гарнетта та Тіма Данкана. Контракт із «Санз» підписав 29 серпня 2013 року.
1 листопада 2013 року дебютував у НБА у матчі проти «Юти Джаз». В листопаді відбувся рецидив вилікованої травми, тому Лень змушений був пропустити наступні 6 тижнів.
Наступного сезону, 31 жовтня 2014 року Лень записав до свого активу перший дабл-дабл у кар'єрі НБА. Сталося це у матчі проти «Сан-Антоніо Сперс», а показники Олексія стали 10 очок та 11 підбирань. 17 листопада провів свій найрезультативніший на той момент матч у кар'єрі, набравши 19 очок у матчі проти «Бостон Селтікс».
4 лютого 2016 року Лень провів матч із найбільшою кількістю підбирань у своїй кар'єрі — у зустрічі з «Х'юстон Рокетс» він зібрав 18 відскоків при 12 очках. 4 березня підняв планку своєї результативності, набравши рекордне для себе 31 очко у матчі проти «Орландо Меджик» та ставши першим з 2008 року, кому вдавалось це зробити після Амаре Стадемаєра. Через два дні у матчі проти «Мемфіс Ґріззліс» записав собі в актив 19 очок, 16 підбирань та 6 ассистів, ставши першим в історії «Санз», кому підкорились ці показники у віці 22 років.
2 листопада 2016 року успішна гра Леня з 18 очками дозволила здобути першу перемогу у сезоні над «Портленд Трейл-Блейзерс» 118—115. Цей сезон для Леня виявився менш вдалим, ніж попередній, тому статистика гри погіршилась. Кращими показниками в сезоні стали 14 підбирань у матчі проти «Детройт Пістонс» 8 листопада 2016, а також вдала гра 9 грудня проти «Лос-Анджелес Лейкерс», де він набрав 14 очок, 13 підбирань та 5 блоків.

### «Атланта Гокс»
3 серпня 2018 року підписав двохрічний контракт з командою «Атланта Гокс» на суму 8,5 млн. доларів. 3 березня 2019 року в матчі проти «Чикаго Буллз» набрав 28 очок, влучивши при цьому рекордні для себе 5 триочкових кидків. 7 квітня оновив особистий рекорд результативності, набравши 33 очки в матчі проти «Мілвокі Бакс», включаючи 6 влучних триочкових кидки.

### «Сакраменто Кінгс»
6 лютого 2020 року разом з Джабарі Паркером був обміняний на Девейна Дедмона до «Сакраменто Кінгз».

### «Торонто Репторз»
23 листопада 2020 року стало відомо, що Лень підписав однорічний мінімальний контракт з «Торонто Репторз». 19 січня 2021 року був відрахований з команди.

### «Вашингтон Візардс»
23 січня 2021 року стало відомо, що Лень підписав контракт з «Вашингтон Візардс».

### «Сакраменто Кінгс»
13 серпня 2022 року повернувся до складу «Сакраменто Кінгс».

### «Лос-Анджелес Лейкерс»
6 лютого 2025 року Лень був обміняний назад до «Вашингтон Візардс» в рамках багатокомандної угоди. 11 лютого 2025 року Лень був відкликаний «Візардс» і згодом підписав контракт з «Лос-Анджелес Лейкерс».

## Ігрова статистика

### Колледж
| Сезон   | Команда  | GP | GS | MPG  | FG%  | 3P%  | FT%  | RPG | APG | SPG | BPG | PPG  |
| ------- | -------- | -- | -- | ---- | ---- | ---- | ---- | --- | --- | --- | --- | ---- |
| 2011–12 | Меріленд | 22 | 10 | 21.2 | .553 | .000 | .587 | 5.4 | .6  | .2  | 2.1 | 6.0  |
| 2012–13 | Меріленд | 38 | 37 | 26.4 | .534 | .125 | .686 | 7.8 | 1.0 | .2  | 2.1 | 11.9 |
| Кар'єра |          | 60 | 47 | 24.5 | .538 | .111 | .663 | 7.0 | .8  | .2  | 2.1 | 9.7  |

### НБА

#### Регулярний сезон
| Сезон   | Команда    | GP  | GS  | MPG  | FG%  | 3P%  | FT%  | RPG | APG | SPG | BPG | PPG  |
| ------- | ---------- | --- | --- | ---- | ---- | ---- | ---- | --- | --- | --- | --- | ---- |
| 2013–14 | Фінікс     | 42  | 3   | 8.6  | .423 | .000 | .645 | 2.4 | .1  | .1  | .4  | 2.0  |
| 2014–15 | Фінікс     | 69  | 44  | 22.0 | .507 | .333 | .702 | 6.6 | .5  | .5  | 1.5 | 6.3  |
| 2015–16 | Фінікс     | 78  | 46  | 22.3 | .423 | .143 | .728 | 7.6 | 1.2 | .5  | .8  | 9.0  |
| 2016–17 | Фінікс     | 77  | 34  | 20.3 | .497 | .250 | .721 | 6.6 | .6  | .5  | 1.3 | 8.0  |
| 2017–18 | Фінікс     | 69  | 13  | 20.2 | .566 | .333 | .684 | 7.5 | 1.2 | .4  | .9  | 8.5  |
| 2018–19 | Атланта    | 77  | 31  | 20.1 | .494 | .363 | .648 | 5.5 | 1.1 | .4  | .9  | 11.1 |
| 2019–20 | Атланта    | 40  | 9   | 18.6 | .546 | .250 | .630 | 5.8 | 1.1 | .5  | .8  | 8.7  |
| 2019–20 | Сакраменто | 15  | 3   | 15.0 | .593 | .667 | .708 | 6.1 | .5  | .2  | 1.0 | 5.9  |
| 2020–21 | Торонто    | 7   | 2   | 10.9 | .500 | .500 | .500 | 1.6 | .4  | .1  | .9  | 2.3  |
| 2020–21 | Вашингтон  | 57  | 40  | 15.8 | .619 | .263 | .636 | 4.4 | .8  | .3  | 1.0 | 7.1  |
| 2021–22 | Сакраменто | 39  | 10  | 15.9 | .534 | .286 | .651 | 4.1 | 1.2 | .3  | .6  | 6.0  |
| 2022–23 | Сакраменто | 26  | 2   | 6.2  | .533 | .000 | .688 | 2.3 | .5  | .2  | .4  | 1.7  |
| 2023–24 | Сакраменто | 48  | 0   | 9.3  | .617 | .000 | .588 | 2.7 | 1.0 | .2  | .7  | 2.5  |
| 2024–25 | Сакраменто | 36  | 3   | 7.2  | .537 | .167 | .538 | 1.8 | .8  | .2  | .5  | 1.4  |
| Кар'єра | Кар'єра    | 680 | 240 | 17.1 | .510 | .322 | .680 | 5.3 | .9  | .4  | .9  | 6.7  |

#### Плей-оф
| Сезон   | Команда    | GP | GS | MPG | FG%  | 3P% | FT%  | RPG | APG | SPG | BPG | PPG |
| ------- | ---------- | -- | -- | --- | ---- | --- | ---- | --- | --- | --- | --- | --- |
| 2021    | Вашингтон  | 5  | 3  | 8.4 | .571 | —   | .571 | 2.2 | .4  | .2  | .0  | 4.0 |
| 2023    | Сакраменто | 7  | 0  | 7.8 | .778 | –   | .833 | 2.9 | .1  | .0  | .4  | 2.7 |
| Кар'єра | Кар'єра    | 12 | 3  | 8.0 | .652 | –   | .692 | 2.6 | .3  | .1  | .3  | 3.3 |

## Особисте життя
Кумир — Кевін Гарнетт. Татуювання на зап'ясті руки — ім'я мами.
В сім'ї є звичай колекціювати сувенірні скляні кульки з декораціями та штучним снігом усередині з країн та міст проведення матчів Олексієм.
У грудні 2015 року Олексій та його мати Юлія заснували благодійну організацію Len-d A Hand Foundation, яка допомагає дітям та молоді Фінікса досягнути успіху у житті та спорті. 
Лень відомий також як досить сильний плавець. 25 квітня 2016 року він урятував свого друга, який тонув, на відпочинку в Домініканській республіці.